# Polysphincta
Polysphincta (лат.) — род мелких перепончатокрылых наездников подсемейства Pimplinae (=Ephialtinae, триба Ephialtini) из семейства Ichneumonidae (Hymenoptera).

## Распространение
Встречаются в Голарктике и Неотропике. В Европе 5 валидных таксонов.

## Описание
Мелкого и среднего размера перепончатокрылые насекомые. Длина переднего крыла около 1 см. Паразитирует на пауках, например на представителях семейства Araneidae. Личинки наездника развиваются в яйцевых коконах пауков.

## Классификация
Включает 27 видов.
- Polysphincta albipes
- Polysphincta areolaris
- Polysphincta asiatica
- Polysphincta atavina
- Polysphincta boops  Tschek, 1868
  - =Polysphincta asiatica  Kusigemati, 1984
- Polysphincta burgessii
- Polysphincta clypeata  Holmgren, 1860
- Polysphincta dizardi
- Polysphincta gutfreundi
- Polysphincta inundata
- Polysphincta janzeni
- Polysphincta koebelei
- Polysphincta latistriata
- Polysphincta limata
- Polysphincta longa  Kasparyan, 1976
- Polysphincta mascoi
- Polysphincta mortuaria
- Polysphincta naranjae
- Polysphincta nielseni  Roman, 1923
- Polysphincta petrorum
- Polysphincta punctigaster  Varga & Reshchikov, 2015
- Polysphincta purcelli
- Polysphincta rufipes  Gravenhorst, 1829
- Polysphincta saxea
- Polysphincta shabui
- Polysphincta statzi
- Polysphincta thoracica
- Polysphincta tuberosa  (Gravenhorst, 1829)
- Polysphincta vexator  Fitton, Shaw & Gauld, 1988